# Los Verdes (Luxemburgo)
Los Verdes (déi gréng en luxemburgués) es un partido político ecologista de Luxemburgo.

## Historia

### 1983-1994
Los Verdes fueron fundados el 23 de junio de 1983. En las elecciones de 1984, el partido obtuvo 2 escaños, pero al año siguiente el partido se dividió en dos: 'GLEI' (Lista Verde, Iniciativa Ecológica) y 'GAP' (Partido de la Alternativa Verde). En las siguientes elecciones las de 1989, cada formación obtuvo 2 escaños.

### 1994-2003
En las elecciones de 1994, los dos partidos presentaron una lista común para las elecciones. Obtuvieron cinco escaños en la Cámara, obteniendo casi el 11% de los votos, lo que los convirtió en la cuarta fuerza más fuerte en el parlamento. En las elecciones europeas de ese año, que coincidieron con las elecciones nacionales, el partido ganó uno de los seis escaños asignados a Luxemburgo. En 1995, los dos partidos se fusionaron oficialmente. Ese mismo año, el eurodiputado de los Verdes, Jup Weber, abandonó nuevamente el partido, formando la Alianza Verde y Liberal y uniéndose a la Alianza Radical Europea en el Parlamento Europeo.
En las elecciones generales de 1999 , el partido perdió un número considerable de votos (cayendo al 9%), pero mantuvo sus cinco escaños en la Cámara y en las elecciones europeas recuperó su único escaño en el Parlamento Europeo.

### 2003-presente
En las elecciones generales de 2004, los Verdes recuperaron el terreno que habían perdido en 1999 y ganaron dos escaños adicionales en la Cámara. Aunque obtuvieron el 15% de los votos en las elecciones europeas de ese mismo año, lo que los colocó en tercer lugar, volvieron a obtener solo un único escaño.
En las elecciones de junio de 2009, el Partido Verde aumentó aún más sus votos en las elecciones europeas hasta el 16,83 % y envió a su eurodiputado saliente Claude Turmes a Bruselas y Estrasburgo para un tercer mandato. En las elecciones generales coincidentes mantuvieron sus antiguos resultados. Sus 7 miembros del parlamento fueron reelegidos. Sin embargo, su parlamentario con más años de servicio y miembro fundador, Jean Huss, declaró al día siguiente que se retiraría de la política parlamentaria en 2011 para sustitución entró Josée Lorsché.
En las elecciones generales de 2013, los Verdes cayeron con el 10,1% del voto y su número de escaños se redujo a 6. Sin embargo, pasaron a formar parte de un gobierno de coalición tripartito con el Partido Democrático (DP) y el Partido Socialista Obrero Luxemburgués (LSAP) dirigido por Xavier Bettel del DP. Los Verdes tuvieron tres ministros: Félix Braz, Ministro de Justicia, François Bausch, Ministro de Desarrollo Sostenible e Infraestructura y Carole Dieschbourg, Ministra de Medio Ambiente. Fue la primera vez que los Verdes formaron parte de un gobierno nacional de Luxemburgo.
En las elecciones generales de 2018, los Verdes consiguieron el mejor resultado de su historia, con un 15,12% y 9 escaños. La coalición de gobierno anterior se volvió a reformar con el Partido Democrático y el Partido Socialista Obrero Luxemburgués dirigido por Xavier Bettel del DP. Consiguieron 5 ministerios y por primera obtuvieron el cargo de vice primer ministro, siendo Félix Braz el primero desde 2018 hasta 2019 cuando dejó sus cargos por problemas de salud y fue remplazado por François Bausch.

## Organización

### Estructura organizacional
El Congreso es el órgano supremo del partido. Establece la estrategia y el curso político del partido y está abierto a todos los miembros del partido. Cada dos años, el congreso elige la dirección de la organización del partido: dos presidentes, un comité ejecutivo, la junta del partido en la que también están representadas las juventudes del partido y el consejo de género, un consejo ejecutivo que representa al congreso, el tesorero y un junta de control financiero.
En organizaciones internacionales, Los Verdes son miembros del Partido Verde Europeo y de los Verdes Globales.

### Historia de los líderes
En junio de 2018, Françoise Folmer dejó la presidencia del partido. Había reemplazado a Sam Tanson desde marzo de 2015. Durante un congreso nacional organizado el 16 de marzo de 2019, Christian Kmiotek fue confirmado en su cargo de vicepresidente y Djuna Bernard fue elegida como copresidenta.
El único candidato para reemplazar a Christian Kmiotek como copresidente del partido, Meris Šehović, debía ser designado durante el congreso que debería haber tenido lugar el 27 de junio de 2020. Sin embargo, el congreso en "modo digital" se pospuso para una fecha posterior por la sospecha de contagio de Covid-19 de uno de los miembros del comité organizador. Finalmente, el 9 de julio siguiente, el congreso que tuvo lugar en línea permitió elegir oficialmente a Meris Šehović como copresidente del partido.
En marzo de 2021, Djuna Bernard y Meris Šehović fueron reelegidos como presidentes del partido en ausencia de oposición.
| Copresidente  | Fecha                                                    |
| ------------- | -------------------------------------------------------- |
| Djuna Bernard | Desde el 16 de marzo de 2019 (6 años, 3 meses y 26 días) |
| Meris Šehović | Desde el 9 de julio de 2019 (5 años y 2 días)            |

## Resultados electorales

### Elecciones generales
| Año  | Votos   | %          | Resultado | +/- | Gobierno  |
| ---- | ------- | ---------- | --------- | --- | --------- |
| 1984 | 169.862 | 4.2 (4.º)  | 2/64      | 0   | Oposición |
| 1989 | 127.607 | 8.6 (5.º)  | 2/60      | 0   | Oposición |
| 1994 | 303.991 | 9.9 (4.º)  | 5/60      | 3   | Oposición |
| 1999 | 266.644 | 9.1 (5.º)  | 5/60      | 0   | Oposición |
| 2004 | 355.895 | 11.6 (4.º) | 7/60      | 2   | Oposición |
| 2009 | 347.388 | 11.7 (4.º) | 7/60      | 0   | Oposición |
| 2013 | 331.920 | 10.1 (4.º) | 6/60      | 1   | Coalición |
| 2018 | 533.893 | 15.1 (4.º) | 9/60      | 3   | Coalición |
| 2023 | 313.660 | 8.52 (5.º) | 5/60      | 5   | Oposición |

### Elecciones al parlamento europeo
| Año  | Votos   | %          | Escaños | +/– |
| ---- | ------- | ---------- | ------- | --- |
| 1984 | 60,152  | 6.1 (4.º)  | 0/6     | 0   |
| 1989 | 42,926  | 4.3 (6.º)  | 0/6     | 0   |
| 1994 | 110,888 | 10.9 (4.º) | 1/6     | 1   |
| 1999 | 108,514 | 10.7 (4.º) | 1/6     | 0   |
| 2004 | 163,754 | 15.0 (3.º) | 1/6     | 0   |
| 2009 | 189,523 | 16.8 (4.º) | 1/6     | 0   |
| 2014 | 176,073 | 15.0 (2.º) | 1/6     | 0   |
| 2019 | 237,215 | 18.9 (3.º) | 1/6     | 0   |
| 2024 | 162,955 | 11.8 (4.º) | 1/6     | 0   |